# Srnice Donje
Srnice Donje è un villaggio nel comune di Gradačac nel cantone di Tuzla, in Bosnia ed Erzegovina. Si trova nell'entità della Federazione di Bosnia ed Erzegovina, a circa 100 km dalla Capitale Sarajevo. La popolazione risale al censimento del 2013, cioè di 404 abitanti.

## Geografia fisica
Il terreno intorno a Srnice Donje è collinare a sud-ovest, ma pianeggiante a nord-est. L'area fa parte della zona climatica emiboreale. La temperatura media annuale della zona è di 11 °C. Il mese più caldo è luglio, quando la temperatura media è di 21 °C, e il più freddo è gennaio, con -5 °C. La piovosità media annua è di 1.278 millimetri. Il mese più piovoso è maggio, con una media di 235 mm di pioggia, e il più secco è marzo, con 73 mm di pioggia.

## Dati demografici
Secondo il censimento del 2013, la sua popolazione è di 404 abitanti.
| Etnia      | Numero | Percentuale |
| ---------- | ------ | ----------- |
| Bosgnacchi | 323    | 80.0%       |
| Serbi      | 68     | 16.8%       |
| Croati     | 2      | 0.4%        |
| Altro      | 11     | 2.8%        |
| Totale     | 404    | 100%        |